# Syllomatia
Syllomatia là một chi bướm đêm thuộc phân họ Tortricinae của họ Tortricidae.

## Các loài
- Syllomatia pertinax (Meyrick, 1910)
- Syllomatia pirastis (Meyrick, 1910)
- Syllomatia xythopterana (Meyrick, 1881)